# Уено Йосіхару
Йосіхару Уено (яп. 上野 良治, нар. 21 квітня 1973, Префектура Сайтама) — японський футболіст, що грав на позиції півзахисника.
Протягом усієї кар'єри грав за клуб «Йокогама Ф. Марінос», а також національну збірну Японії.

## Клубна кар'єра
У дорослому футболі дебютував 1994 року виступами за команду клубу «Йокогама Ф. Марінос», кольори якої і захищав протягом усієї своєї кар'єри гравця, що тривала чотирнадцять років.  Більшість часу, проведеного у складі «Йокогама Ф. Марінос», був основним гравцем команди.

## Виступи за збірну
2000 року провів свій єдиний матч у складі національної збірної Японії — провів на полі перший тайм гри проті збірної Ямайки в рамках комерційного товариського турніру.
| Дата     | Місто      | Господарі | Результат | Гості  | Турнір           | Голи | Примітки |
| -------- | ---------- | --------- | --------- | ------ | ---------------- | ---- | -------- |
| 6/6/2000 | Касабланка | Японія    | 4 – 0     | Ямайка | Кубок Хассана II | -    | 46'      |
| Усього   |            | Матчів    | 1         |        | Голів            | 0    |          |

## Титули і досягнення
- Чемпіон Японії (3):

«Йокогама Ф. Марінос»: 1995, 2003, 2004
- Володар Кубка Джей-ліги (1):

«Йокогама Ф. Марінос»: 2001